# Liga de Honra 2007./08.
Liga de Honra je bila drugi po snazi jakosni razred ligaških nogometnih natjecanja u Portugalu u sezoni 2007/08.

## Natjecateljski sustav
Igra se po dvokružnom liga-sustavu, pri čemu pobjednik za pobjedu dobije 3 boda, za neriješeni susret se dobije po 1 bod, a poraženi ne dobiva bod.

## Sudionici Lige de Honre 2007/08.
Ove momčadi su lanjski prvoligaši.:
- Aves
- Beira-Mar

Iz portugalske 2. lige (u stvari, trećeligaško natjecanje) u Ligu de Honru su se plasirale iduće momčadi:
- Freamunde
- Fátima

Konačni popis sudionika:
- Aves iz Vile das Avesa
- Beira-Mar iz Aveira
- Estoril-Praia iz Estorila
- Feirense iz Sante Marie de Feire
- Gil Vicente iz Barcelosa
- Gondomar iz Gondomara
- SC Olhanense iz Olhãa
- Penafiel iz Penafiela
- Portimonense iz Portimãa
- Rio Ave iz Vile do Conde
- Santa Clara iz Ponte Delgade
- Trofense iz Trofe
- Varzim iz Póvoe de Varzim
- Vizela iz Vizele (Caldasa de Vizele)
- Freamunde iz Freamunde
- Fátima iz Fátime

## Rezultati

### 1. kolo
```
18.kol 2007. Aves - Olhanense               1:2
18.kol 2007. Gil Vicente - Estoril          3:0
18.kol 2007. Santa Clara - Feirense         1:0
18.kol 2007. Vizela - Beira-Mar             5:1
18.kol 2007. Gondomar - Rio Ave             2:3
19.kol 2007. Freamunde - Penafiel           3:1
19.kol 2007. Fatima - Trofense              2:0
19.kol 2007. Portimonense - Varzim          0:4
```

### 2. kolo
```
25.kol 2007. Rio Ave - Portimonense         0:0
26.kol 2007. Trofense - Gil Vicente         1:0
26.kol 2007. Olhanense - Freamunde          0:1
26.kol 2007. Feirense - Gondomar            2:0
26.kol 2007. Varzim - Fatima                2:0
26.kol 2007. Estoril - Vizela               2:1
26.kol 2007. Beira-Mar - Aves               1:0
26.kol 2007. Penafiel - Santa Clara         1:2
```

### 3. kolo
```
02.ruj 2007. Santa Clara - Gondomar         1:0
02.ruj 2007. Fatima - Rio Ave               1:1
02.ruj 2007. Freamunde - Beira-Mar          0:1
02.ruj 2007. Aves - Estoril                 2:3
02.ruj 2007. Vizela - Trofense              2:2
02.ruj 2007. Gil Vicente - Varzim           1:1
02.ruj 2007. Portimonense - Feirense        1:1
02.ruj 2007. Penafiel - Olhanense           0:0
```

### 4. kolo
```
15.ruj 2007. Varzim - Vizela                0:0
16.ruj 2007. Estoril - Freamunde            3:2
16.ruj 2007. Beira-Mar - Penafiel           1:0
16.ruj 2007. Feirense - Fatima              2:2
16.ruj 2007. Olhanense - Santa Clara        2:2
16.ruj 2007. Rio Ave - Gil Vicente          1:0
16.ruj 2007. Trofense - Aves                2:1
16.ruj 2007. Gondomar - Portimonense        0:0
```

### 5. kolo
```
22.ruj 2007. Santa Clara - Portimonense     2:1
23.ruj 2007. Freamunde - Trofense           0:2
23.ruj 2007. Fatima - Gondomar              3:2
23.ruj 2007. Aves - Varzim                  2:1
23.ruj 2007. Olhanense - Beira-Mar          0:0
23.ruj 2007. Vizela - Rio Ave               2:0
23.ruj 2007. Penafiel - Estoril             1:2
23.ruj 2007. Gil Vicente - Feirense         1:0
```

### 6. kolo
```
30.ruj 2007. Trofense - Penafiel            1:0
30.ruj 2007. Portimonense - Fatima          1:0
30.ruj 2007. Gondomar - Gil Vicente         1:1
30.ruj 2007. Feirense - Vizela              1:2
30.ruj 2007. Estoril - Olhanense            1:2
30.ruj 2007. Rio Ave - Aves                 2:1
30.ruj 2007. Beira-Mar - Santa Clara        1:2
30.ruj 2007. Varzim - Freamunde             2:0
```

### 7. kolo
```
06.lis 2007. Santa Clara - Fatima           0:0
07.lis 2007. Beira-Mar - Estoril            3:2
07.lis 2007. Aves - Feirense                1:1
07.lis 2007. Gil Vicente - Portimonense     2:1
07.lis 2007. Penafiel - Varzim              0:0
07.lis 2007. Freamunde - Rio Ave            4:4
07.lis 2007. Olhanense - Trofense           1:0
07.lis 2007. Vizela - Gondomar              2:1
```

### 8. kolo
```
28.lis 2007. Gondomar - Aves                1:1
28.lis 2007. Estoril - Santa Clara          5:1
28.lis 2007. Trofense - Beira Mar           1:1
28.lis 2007. Feirense - Freamunde           0:1
28.lis 2007. Portimonense - Vizela          1:1
28.lis 2007. Fatima - Gil Vicente           1:1
28.lis 2007. Varzim - Olhanense             0:0
28.lis 2007. Rio Ave - Penafiel             4:1
```

### 9. kolo
```
04.stu 2007. Penafiel - Feirense            0:0
04.stu 2007. Freamunde - Gondomar           0:0
04.stu 2007. Estoril - Trofense             1:1
04.stu 2007. Santa Clara - Gil Vicente      1:4
04.stu 2007. Vizela - Fatima                1:0
04.stu 2007. Olhanense - Rio Ave            0:3
04.stu 2007. Aves - Portimonense            2:0
04.stu 2007. Beira Mar - Varzim             1:1
```

### 10. kolo
```
11.stu 2007. Gil Vicente - Vizela           1:1
11.stu 2007. Varzim - Estoril               0:0
11.stu 2007. Trofense - Santa Clara         0:0
11.stu 2007. Portimonense - Freamunde       0:2
11.stu 2007. Fatima - Aves                  2:1
11.stu 2007. Gondomar - Penafiel            2:0
11.stu 2007. Feirense - Olhanense           0:1
11.stu 2007. Rio Ave - Beira Mar            1:1
```

### 11. kolo
```
25.stu 2007. Olhanense - Gondomar           0:1
25.stu 2007. Aves - Gil Vicente             1:1
25.stu 2007. Freamunde - Fatima             2:1
25.stu 2007. Penafiel - Portimonense        1:0
25.stu 2007. Estoril - Rio Ave              1:2
25.stu 2007. Beira Mar - Feirense           0:0
25.stu 2007. Santa Clara - Vizela           1:1
25.stu 2007. Trofense - Varzim              1:0
```

### 12. kolo
```
02.pro 2007. Vizela - Aves                  2:0
02.pro 2007. Fatima - Penafiel              0:3
02.pro 2007. Gil Vicente - Freamunde        1:0
02.pro 2007. Varzim - Santa Clara           3:1
02.pro 2007. Portimonense - Olhanense       2:1
02.pro 2007. Rio Ave - Trofense             1:1
02.pro 2007. Feirense - Estoril             2:1
02.pro 2007. Gondomar - Beira Mar           1:0
```

Vode Vizela i Rio Ave s 23 boda, slijede Gil Vicente i Trofense s 20, Santa Clara s 19, Varzim s 18 i ostali.

### 13. kolo
```
15.pro 2007. Santa Clara - Aves             2:3
16.pro 2007. Estoril - Gondomar             2:0
16.pro 2007. Beira Mar - Portimonense       2:0
16.pro 2007. Penafiel - Gil Vicente         2:3
16.pro 2007. Olhanense - Fatima             1:1
16.pro 2007. Varzim - Rio Ave               0:1
16.pro 2007. Trofense - Feirense            2:1
16.pro 2007. Freamunde - Vizela             1:1
```

Vodi Rio Ave s 26 bodova, Vizela ima 24 boda, slijede Gil Vicente i Trofense s 23 i ostali.

### 14. kolo
```
22.pro 2007. Santa Clara - Rio Ave          1:0
22.pro 2007. Portimonense - Estoril         2:2
22.pro 2007. Vizela - Penafiel              0:0
23.pro 2007. Aves - Freamunde               3:0
23.pro 2007. Gondomar - Trofense            1:2
23.pro 2007. Gil Vicente - Olhanense        0:0
23.pro 2007. Feirense - Varzim              3:0
23.pro 2007. Fatima - Beira Mar             2:2
```

Vodi Rio Ave s 26 bodova, Trofense ima 26 bodova, Vizela ima 25 bodova, slijedi Gil Vicente s 24 i ostali.

### 15. kolo
```
05.sij 2008. Beira Mar - Gil Vicente        0:0
06.sij 2008. Estoril - Fatima               2:2
06.sij 2008. Olhanense - Vizela             1:0
06.sij 2008. Rio Ave - Feirense             0:1
06.sij 2008. Varzim - Gondomar              2:3
06.sij 2008. Penafiel - Aves                2:2
06.sij 2008. Freamunde - Santa Clara        3:1
06.sij 2008. Trofense - Portimonense        1:0
```

Vodi Trofense s 29 bodova, Rio Ave ima 26 bodova, Vizela ima 25 bodova, slijedi Gil Vicente s 25 i ostali.

### 16. kolo
```
13.sij 2008. Beira Mar - Vizela             0:3
13.sij 2008. Feirense - Santa Clara         0:1
13.sij 2008. Estoril - Gil Vicente          2:0
13.sij 2008. Olhanense - Aves               2:1
13.sij 2008. Trofense - Fatima              1:0
13.sij 2008. Penafiel - Freamunde           2:2
13.sij 2008. Rio Ave - Gondomar             2:2
13.sij 2008. Varzim - Portimonense          0:0
```

Vodi Trofense s 32 boda, Vizela ima 28 bodova, Rio Ave ima 27 bodova, slijede Gil Vicente, Estoril i Santa Clara s 25 i ostali.

### 17. kolo
```
26.sij 2008. Santa Clara - Penafiel         0:3
27.sij 2008. Freamunde - Olhanense          3:1
27.sij 2008. Gondomar - Feirense            2:2
27.sij 2008. Fatima - Varzim                1:2
27.sij 2008. Aves - Beira Mar               1:1
27.sij 2008. Portimonense - Rio Ave         2:1
27.sij 2008. Gil Vicente - Trofense         1:1
27.sij 2008. Vizela - Estoril               0:0
```

Vodi Trofense s 33 bodova, Vizela ima 29 bodova, Rio Ave ima 27 bodova, Gil Vicente i Estoril 26,  Santa Clara s 25 i ostali.

### 18. kolo
```
02.vel 2008. Rio Ave - Fatima               1:0
03.vel 2008. Beira Mar - Freamunde          1:1
03.vel 2008. Trofense - Vizela              0:0
03.vel 2008. Varzim - Gil Vicente           2:1
03.vel 2008. Estoril - Aves                 2:2
03.vel 2008. Olhanense - Penafiel           3:1
03.vel 2008. Gondomar - Santa Clara         4:0
03.vel 2008. Feirense - Portimonense        0:2
```

### 19. kolo
```
16.vel 2008. Gil Vicente - Rio Ave          1:1
16.vel 2008. Santa Clara - Olhanense        2:3
17.vel 2008. Fatima - Feirense              0:2
17.vel 2008. Penafiel - Beira Mar           1:0
17.vel 2008. Vizela - Varzim                3:0
17.vel 2008. Aves - Trofense                1:1
17.vel 2008. Freamunde - Estoril            1:3
17.vel 2008. Portimonense - Gondomar        1:0
```

Vodi Trofense s 35 bodova, Vizela 33, Rio Ave 31, Estoril 30, Gil Vicente 27 i ostali.

### 20. kolo
```
24.vel 2008. Estoril - Penafiel             2:2
24.vel 2008. Gondomar - Fatima              1:1
24.vel 2008. Varzim - Aves                  2:1
24.vel 2008. Portimonense - Santa Clara     1:1
24.vel 2008. Trofense - Freamunde           1:2
24.vel 2008. Beira Mar - Olhanense          2:0
24.vel 2008. Rio Ave - Vizela               1:0
24.vel 2008. Feirense - Gil Vicente         0:1
```

### 21. kolo
```
01.ožu 2008. Santa Clara - Beira Mar        1:1
02.ožu 2008. Penafiel - Trofense            0:1
02.ožu 2008. Aves - Rio Ave                 0:0
02.ožu 2008. Fatima - Portimonense          0:3
02.ožu 2008. Vizela - Feirense              1:0
02.ožu 2008. Olhanense - Estoril            1:2
02.ožu 2008. Freamunde - Varzim             1:1
02.ožu 2008. Gil Vicente - Gondomar         4:3
```

### 22. kolo
```
09.ožu 2008. Portimonense - Gil Vicente     0:0
09.ožu 2008. Gondomar - Vizela              0:0
09.ožu 2008. Feirense - Aves                2:0
09.ožu 2008. Fatima - Santa Clara           1:0
09.ožu 2008. Rio Ave - Freamunde            3:1
09.ožu 2008. Varzim - Penafiel              0:1
09.ožu 2008. Estoril - Beira Mar            0:1
09.ožu 2008. Trofense - Olhanense           2:2
```

### 23. kolo
```
15.ožu 2008. Santa Clara - Estoril          1:1
16.ožu 2008. Olhanense - Varzim             2:1
16.ožu 2008. Vizela - Portimonense          1:1
16.ožu 2008. Aves - Gondomar                1:0
16.ožu 2008. Beira Mar - Trofense           1:0
16.ožu 2008. Freamunde - Feirense           1:1
16.ožu 2008. Gil Vicente - Fatima           3:2
16.ožu 2008. Penafiel - Rio Ave             0:1
```

### 24. kolo
```
29.ožu 2008. Gondomar - Freamunde           3:2
30.ožu 2008. Fatima - Vizela                1:0
30.ožu 2008. Portimonense - Aves            0:0
30.ožu 2008. Gil Vicente - Santa Clara      2:1
30.ožu 2008. Feirense - Penafiel            1:1
30.ožu 2008. Rio Ave - Olhanense            1:1
30.ožu 2008. Trofense - Estoril             2:0
30.ožu 2008. Varzim - Beira Mar             2:0
```

### 25. kolo
```
05.tra 2008. Aves - Fatima                  1:0
05.tra 2008. Santa Clara - Trofense         0:4
06.tra 2008. Penafiel - Gondomar            0:2
06.tra 2008. Olhanense - Feirense           2:0
06.tra 2008. Beira Mar - Rio Ave            1:1
06.tra 2008. Vizela - Gil Vicente           2:1
06.tra 2008. Freamunde - Portimonense       2:1
06.tra 2008. Estoril - Varzim               1:0
```

### 26. kolo
```
13.tra 2008. Varzim - Trofense              0:0
13.tra 2008. Rio Ave - Estoril              1:0
13.tra 2008. Portimonense - Penafiel        1:1
13.tra 2008. Feirense - Beira Mar           0:1
13.tra 2008. Fatima - Freamunde             1:1
13.tra 2008. Gondomar - Olhanense           0:1
13.tra 2008. Gil Vicente - Aves             1:4
13.tra 2008. Vizela - Santa Clara           0:1
```

### 27. kolo
```
19.tra 2008. Santa Clara - Varzim           1:0
20.tra 2008. Aves - Vizela                  2:1
20.tra 2008. Trofense - Rio Ave             0:0
20.tra 2008. Beira Mar - Gondomar           1:1
20.tra 2008. Penafiel - Fatima              2:0
20.tra 2008. Olhanense - Portimonense       0:1
20.tra 2008. Freamunde - Gil Vicente        1:2
20.tra 2008. Estoril - Feirense             0:1
```

### 28. kolo
```
27.tra 2008. Gil Vicente - Penafiel         2:0
27.tra 2008. Fatima - Olhanense             0:1
27.tra 2008. Rio Ave - Varzim               0:1
27.tra 2008. Portimonense - Beira Mar       2:1
27.tra 2008. Feirense - Trofense            0:1
27.tra 2008. Vizela - Freamunde             3:2
27.tra 2008. Gondomar - Estoril             1:0
27.tra 2008. Aves - Santa Clara             3:1
```

### 29. kolo
```
04.svi 2008. Varzim - Feirense              0:0
04.svi 2008. Trofense - Gondomar            1:1
04.svi 2008. Freamunde - Aves               2:4
04.svi 2008. Estoril - Portimonense         0:1
04.svi 2008. Beira Mar - Fatima             2:1
04.svi 2008. Rio Ave - Santa Clara          1:0
04.svi 2008. Olhanense - Gil Vicente        2:2
04.svi 2008. Penafiel - Vizela              0:2
```

Vodi Trofense s 51 bodom, Rio Ave i Vizela imaju 50, Gil Vicente 47, Estoril 42 i ostali.

### 30. kolo
```
11.svi 2008. Gondomar - Varzim              2:2
11.svi 2008. Fatima - Estoril               0:1
11.svi 2008. Gil Vicente - Beira Mar        3:2
11.svi 2008. Portimonense - Trofense        2:2
11.svi 2008. Vizela - Olhanense             3:1
11.svi 2008. Aves - Penafiel                1:2
11.svi 2008. Santa Clara - Freamunde        2:1
11.svi 2008. Feirense - Rio Ave             1:1
```

## Završna ljestvica
|     | Sastav       | Ut | Pb | N  | Pz | Pr | Ps | RP  | Bod | Opis                  |
| --- | ------------ | -- | -- | -- | -- | -- | -- | --- | --- | --------------------- |
| 1.  | Trofense     | 30 | 13 | 13 | 4  | 35 | 22 | +13 | 52  | U SuperLigu.          |
| 2.  | Rio Ave      | 30 | 13 | 12 | 5  | 38 | 26 | +12 | 51  | U SuperLigu.          |
| 3.  | Vizela       | 30 | 13 | 9  | 8  | 35 | 31 | +4  | 50  |                       |
| 4.  | Gil Vicente  | 30 | 13 | 11 | 6  | 40 | 23 | +17 | 50  |                       |
| 5.  | Olhanense    | 30 | 12 | 11 | 7  | 41 | 35 | +6  | 45  |                       |
| 6.  | Beira Mar    | 30 | 10 | 12 | 8  | 30 | 32 | -2  | 42  |                       |
| 7.  | Estoril      | 30 | 11 | 9  | 10 | 42 | 36 | +6  | 41  |                       |
| 8.  | Aves         | 30 | 10 | 8  | 12 | 41 | 40 | +1  | 39  |                       |
| 9.  | Varzim       | 30 | 9  | 11 | 10 | 29 | 27 | +2  | 38  |                       |
| 10. | Santa Clara  | 30 | 10 | 8  | 12 | 43 | 48 | -5  | 37  |                       |
| 11. | Portimonense | 30 | 8  | 11 | 11 | 36 | 36 | 0   | 37  |                       |
| 12. | Gondomar     | 30 | 9  | 8  | 13 | 31 | 51 | -20 | 35  |                       |
| 13. | Freamunde    | 30 | 8  | 12 | 10 | 25 | 30 | -5  | 35  |                       |
| 14. | Feirense     | 30 | 8  | 9  | 13 | 25 | 27 | -2  | 33  |                       |
| 15. | Penafiel     | 30 | 7  | 8  | 15 | 28 | 39 | -11 | 29  | Ispali u 2. Diviziju. |
| 16. | Fátima       | 30 | 5  | 10 | 15 | 24 | 41 | -17 | 25  | Ispali u 2. Diviziju. |

## Najbolji strijelci
| # | Igrač          | Klub        | Pogodci |
| 1 | Júlio César    | Santa Clara | 13      |
| 2 | Bertinho       | Freamunde   | 12      |
| 3 | Leandro Tatu   | Aves        | 11      |
| 3 | Bock           | Freamunde   | 11      |
| 5 | Diogo Ramos    | Freamunde   | 10      |
| 6 | Hermes Junior  | Gil Vicente | 9       |
| 6 | Bruno Severino | Gondomar    | 9       |